# Ovactis brasiliensis
Espèce
Ovactis brasiliensis est une espèce de cnidaires de la famille des Arachnactidae.

## Systématique
Le nom valide complet (avec auteur) de ce taxon est Ovactis brasiliensis Van Beneden, 1897.